# هلية
قرية هليه هي إحدى القرى التابعة لمركز ببا في محافظة بني سويف في جمهورية مصر العربية. حسب إحصاءات سنة 2006، بلغ إجمالي السكان في هلية 11906 نسمة، منهم 6167 رجل و5739 امرأة.